# Chesapeake (Virgínia de l'Oest)
Chesapeake és una població dels Estats Units a l'estat de Virgínia de l'Oest. Segons el cens del 2000 tenia 1.643 habitants.

## Demografia
Segons el cens del 2000, Chesapeake tenia 1.643 habitants, 750 habitatges, i 480 famílies. La densitat de població era de 1.349,7 habitants per km².
Dels 750 habitatges en un 22,8% hi vivien nens de menys de 18 anys, en un 42,3% hi vivien parelles casades, en un 16,9% dones solteres, i en un 35,9% no eren unitats familiars. En el 31,5% dels habitatges hi vivien persones soles el 15,6% de les quals corresponia a persones de 65 anys o més que vivien soles. El nombre mitjà de persones vivint en cada habitatge era de 2,19 i el nombre mitjà de persones que vivien en cada família era de 2,71.
Per edats la població es repartia de la següent manera: un 19,7% tenia menys de 18 anys, un 6,9% entre 18 i 24, un 25,9% entre 25 i 44, un 27,1% de 45 a 60 i un 20,3% 65 anys o més.
L'edat mediana era de 43 anys. Per cada 100 dones de 18 o més anys hi havia 80,2 homes.
La renda mediana per habitatge era de 29.526 $ i la renda mediana per família de 35.703 $. Els homes tenien una renda mediana de 30.588 $ mentre que les dones 21.458 $. La renda per capita de la població era de 16.307 $. Entorn del 14,3% de les famílies i el 19,1% de la població estaven per davall del llindar de pobresa.

## Poblacions més properes
El següent diagrama mostra les poblacions més properes.